# 昭苏蝇子草
昭苏蝇子草（学名：Silene pseudotenuis）为石竹科蝇子草属的植物。分布在哈萨克斯坦、吉尔吉斯以及中国大陆的新疆等地，生长于海拔1,900米至3,200米的地区，常生长在砾石的沙质草原，目前已由人工引种栽培。